# 麥丘山
84°45′S 174°41′W / 84.750°S 174.683°W
麥丘山（英語：Mount McCue），是南極洲的山峰，位於杜費克海岸，處於韋德山西北面10公里，屬於奧拉夫王子山脈的一部分，由美國研究隊發現，現時由南極條約體系管理。